# Карина Коллинз
Кари́на Ко́ллинз (англ. Careena Collins; род. 7 ноября 1967 года, Лос-Анджелес, шт. Калифорния, США) — американская порноактриса и режиссёр.

## Биография
Карина Коллинз дебютировала в порноиндустрии в 1985 году в возрасте 18 лет. Она подписала эксклюзивный контракт с компанией Western Visuals. В 1988 она на некоторое время оставила порноиндустрию для учёбы в колледже. После его окончания она поступила в юридическую школу, которую успешно закончила.
В 1997 году Карина Коллинз за вклад в порноиндустрию стала участником Зала Славы XRCO Awards, а в 1998 Зала Славы AVN Awards. За свою карьеру Карина снялась более чем в 100 фильмах.

## Премии и номинации
- 1996 XRCO Award — Best Anal Sex Scene — The Bottom Dweller 33 1/3[4]
- 1996 XRCO Award — Best Male-Female Scene — Kink[4]
- 1996 XRCO Award — Best Girl-Girl Sex Scene — Takin' It to the Limit 6[4]
- 1996 AVN Award — Best All-Girl Sex Scene, Video — Takin' It to the Limit 6[5]
- 1996 AVN Awards — Best Anal Sex Scene, Video — The Bottom Dweller 33 1/3[5]
- 1997 XRCO Award — Best Anal or DP Scene — Car Wash Angels[4]
- 1997 XRCO Award — Best Girl-Girl Scene — Beyond Reality 1[4]
- 1998 AVN Awards — Best Anal Sex Scene, Video — Butt Banged Naughty Nurses[5]
- XRCO Hall of Fame[6]
- AVN Hall of Fame[7]